# Juan Jerónimo Díaz de Villegas
Juan Jerónimo Díaz de Villegas Rodríguez (La Habana, Cuba, 24 de junio de 1821 - Nueva York, Estados Unidos, 7 de junio de 1888) fue un abogado y militar cubano del siglo XIX.

## Síntesis biográfica
Juan Jerónimo Díaz de Villegas Rodríguez nació en La Habana, Cuba, el 24 de junio de 1821. De profesión era abogado. 
Trabajaba en la ciudad de Cienfuegos a fines de la década de 1860, cuando comenzó a vincularse con las conspiraciones separatistas que pretendían independizar a Cuba de España. 
El 10 de octubre de 1868, se produjo el Grito de Yara que dio inicio a la Guerra de los Diez Años (1868-1878), primera guerra por la independencia de Cuba. A este suceso le siguió el Alzamiento de las Clavellinas en noviembre del mismo año y, finalmente, el Alzamiento de las Villas en febrero de 1869. 
Díaz de Villegas se alzó en armas contra la dominación española en Cienfuegos, en febrero de 1869, junto con Adolfo Fernández Cavada y otros patriotas cubanos. 
Nombrado Mayor general del Ejército Mambí, participó en varias acciones militares, principalmente en Las Villas. 
Marchó al Camagüey junto a las tropas villareñas, en busca de refuerzos. Su hijo primogénito, Leopoldo, fue fusilado por los españoles en febrero de 1871. 
Muy enfermo, el General Díaz de Villegas, solicitó permiso para viajar al extranjero a curarse. Partió en bote hacia la Jamaica británica con ese propósito en 1872. 
Presidió clubes independentistas en Nueva York, Estados Unidos, y Kingston, Jamaica. Fungió como diplomático a nombre de la República de Cuba en Armas en Jamaica y Haití. 
Tras el fin de la guerra, en 1878, regresó a Cuba. Se encontraba en Nueva York en 1888, cuando falleció de enfermedad, el 7 de junio de ese año.